# Gabriel Moraru
Gabriel Moraru (* 28. Januar 1982 in Constanța) ist ein rumänischer Tennisspieler.

## Karriere
Moraru spielte sein erstes Turnier 2000, als er von der Turnierleitung in Bukarest im Doppel eine Wildcard bekam. Bei seinem ATP-World-Tour-Debüt verlor er in der Auftaktrunde. Bis 2004 konnte er sich sukzessive in der Weltrangliste nach oben arbeiten. Er gewann in dieser Zeit fünf Titel auf der ITF Future Tour; im Doppel weitere neun. Neben Futures spielte er in dieser Zeit auch vereinzelt Turniere der ATP Challenger Tour, wo er aber, genau wie auf der World Tour oft von Wildcards rumänischer Turnierausrichter profitierte. 2004 in Brașov gelang ihm sein erster Einzug in ein Challenger-Halbfinale im Einzel. Wenig später im Jahr 2005 erreichte er dort mit Platz 234 sein Karrierehoch. Dank seiner vier Challenger-Titel sowie seines größten Erfolgs – dem Einzug ins Halbfinale beim World-Tour-Turnier von Bukarest 2005 im Doppel – kam er dort mit Rang 125 ebenfalls zu seinem Karrierebestwert.
In der Folgezeit verschlechterte sich sein Ranking jeweils wieder, in Einzel kam er weitere drei Male nicht über das Challenger-Halbfinale hinaus und gewann bis Anfang 2008 nur zwei weiteren Futures. Dann schaffte er es jedoch weitere fünf Titel innerhalb eines Jahres zu gewinnen, wodurch er wieder in die Top 300 einzog. Im Doppel fiel er unterdessen aus den Top 500. Nach Ausbleiben besserer Resultate beendete Moraru 2012 seine Karriere. Neben vier Challengers im Doppel gewann er auch 15 Futures im Einzel und weitere 18 im Doppel. Bei Turnieren der ATP World Tour blieb er bei zwei Teilnahmen im Einzel sieglos, im Doppel konnte er dreimal bei fünf Turnieren gewinnen. Bei einem Grand-Slam-Turnier schaffte er es nie über die erste Hürde der Qualifikation.
Nach seiner aktiven Zeit arbeitete er als Trainer für Landsleute wie Marius Copil, Irina-Camelia Begu und Ana Bogdan. Aktuell arbeitet er an der Tennisakademie von Ilie Năstase als Headcoach. Außerdem betreut er das rumänische Nationalteam der unter 16-Jährigen.

## Erfolge
| Legende (Anzahl der Siege)  |
| Grand Slam                  |
| ATP World Tour Finals       |
| ATP World Tour Masters 1000 |
| ATP World Tour 500          |
| ATP World Tour 250          |
| ATP Challenger Tour (4)     |

### Doppel

#### Turniersiege
| Nr. | Datum              | Turnier      | Belag    | Partner        | Finalgegner                                 | Ergebnis |
| --- | ------------------ | ------------ | -------- | -------------- | ------------------------------------------- | -------- |
| 1.  | 27. März 2005      | Saint-Brieuc | Sand (i) | Victor Ioniță  | Michal Mertiňák Daniel Vacek                | 6:1, 6:4 |
| 2.  | 7. August 2005     | Timișoara    | Sand     | Ionuț Moldovan | Ilja Kuschew Radoslaw Lukaew                | 6:2, 6:0 |
| 3.  | 11. September 2005 | Brașov       | Sand     | Ionuț Moldovan | Melvyn op der Heijde Dennis van Scheppingen | 6:1, 6:4 |
| 4.  | 27. August 2006    | Manerbio     | Sand     | Adrian Ungur   | Michał Przysiężny Federico Torresi          | 6:3, 6:3 |